# Тан, Элизабет
Элизабет Тан (англ. Elizabeth Tan, родилась 6 января 1990 года) — британская актриса, известна по ролям Веры Чанг в сериале «Захват Сингапура», Мод в криминальной драме «Главарь».

## Карьера
В 2008 году Элизабет сыграла роль Анны Чжоу в последнем эпизоде 4 сезона сериала от студии BBC «Доктор Кто», также играла эпизодические роли Пенни Андерсон в сериале «Новые уловки», роль Лу Чои в сериале «Виртуозы». В 2011 году сыграла свою первую главную роль студентки Синь Проктор в сериале от ITV «Улица коронации». В 2015 году сыграла роль Сулим в сериале «Синдикат».
В 2019 Элизабет сыграла роль Мод в сериале от студии Netflix «Главарь». В 2020 сыграла роль Ли в сериале «Эмили в Париже», в том же году сыграла роль Веры Чанг в сериале «Захват Сингапура», основанном на одноимённом романе Джеймса Гордона Фаррела и адаптированном Кристофером Хэмптоном.

## Фильмография
| Год  | Название               | Роль           | Примечания                           |
| ---- | ---------------------- | -------------- | ------------------------------------ |
| 2008 | Доктор Кто             | Анна Чжоу      | 4 сезон, эпизод: «Конец путешествия» |
| 2009 | Любовь вчера и сегодня | Паэ            |                                      |
| 2010 | Виртуозы               | Лу Чой         |                                      |
| 2010 | Отель Вавилон          | Калли          |                                      |
| 2011 | Улица коронации        | Синь Проктор   | Регулярная роль, 46 серий            |
| 2011 | Секс по обмену         | Педи           |                                      |
| 2015 | Синдикат               | Сью Лим        |                                      |
| 2015 | Новые уловки           | Пенни Андерсон |                                      |
| 2018 | Катастрофа             | Сау Лай        |                                      |
| 2020 | Главарь                | Мод            |                                      |
| 2020 | Эмили в Париже         | Ли             |                                      |
| 2020 | Захват Сингапура       | Вера Чан       |                                      |
| 2022 | Лондон убивает         | Келли Томпсон  |                                      |
| 2024 | Ирландская мечта       | Эмма Тейлор    |                                      |
| 2024 | Эмили в Париже         | Ли             |                                      |